# 汪榴照
汪榴照（1926年5月30日—1970年8月6日），六十年代著名導演和編劇，擅編喜劇。1960年第7屆亞洲影展以《家有喜事》獲最佳編劇獎。1965年第3屆金馬獎以《諜海四壯士》獲最佳編劇獎。1970年8月6日，汪榴照服藥自殺。楊泮麗否認夫妻不和導致其夫自殺身亡。

## 導演
- 路遙知馬力 (1957)
- 痴鳳尋夫記 (1957)
- 風流冤家 (1958)
- 虎妞 (1961)
- 諜海四壯士 (1963)
- 風流丈夫 (1965)
- 夏日初戀 (1968)
- 大丈夫能屈能伸 (1970)
- 洪福齊天 (1970)

## 外部連結
- 汪榴照在香港影庫上的簡介